# Joggins (Új-Skócia)

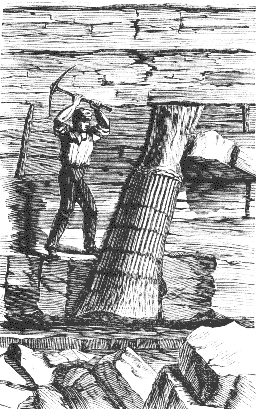
A szirtekben megőrzött felfelé álló fa

Joggins egy kanadai vidéki község Új-Skócia tartományban, Cumberland megye nyugati részén.

## Története
Joggins, mely a Cumberland-medencében található, egy volt szénbányász terület. A szénrétegeit melyek a felszínen is látszódnak a Cumberland-medence partján már a 17. században elkezdték kifejteni a helyi acadiai telepesek, de a kereskedelmi bányászat csak 1819-ben kezdődött meg, a korai kitermelés nagy részét tengeri úton a Új-Brunswick tartományi Saint Johnba és más piacokra szállították.
A nagyméretű iparosodás a General Mining Association, mely birtokolta a terület szene feletti jogokat, révén jelent meg Cumberland megyében. A termelés megnőtt az Intercolonial Railway (Gyarmatközi vasút) 1870-es évekbeli kiépítése után, melyet a 12 mérföld hosszú Joggins Railway (Joggins vasút) 1887-es megnyitása követett, és mely összekötötte a jogginsi bányákat a gyarmatközi főhálozattal Maccanban.
A szénbányászat szerepe annyira megnőtt hogy a községet 1919-ben várossá nyilvánították, mely státuszát 1949-ig tartotta meg, amikor a helyi szénbánya hanyatlása elvándorlást és gazdasági hanyatlást okozott.
A 20. század első évtizedeiben Jogginsban bányászott szenet főképp két Maccan közeli erőmű ellátására használták, azonban ezek az 1950-es évekre elavulttá váltak és a bányák nem sokkal 1958-as springhilli bányabaleset után bezártak. A községbe irányuló vasúti szolgáltatás is megszűnt az 1960-as években.

## Joggins-szirtek
Joggins híres a körülbelül 310 millió éves késő karbon kori kövületeiről.
A Joggins-szirteket (angolul: Joggins Fossil Cliffs, franciául: Falaises fossilifères de Joggins) karbonkori kövek alkotják melyek továbbra is ki vannak téve a Cumberland-medence dagályának. A szirtek hírüket a 19. század közepén szerezték és Sir Charles Lyell, a modern geológia alapítójának 1842-es és 1852-es látogatásának. A Students' Elements of Geology című könyvében a földből kilátszó karbonkori sziklákra azt írta, hogy ezek a „legszebb példák a világon”.
A jogginszi fosszilis rekord megjelenik Darwin A fajok eredete című könyvében is, és szerepet játszott Samuel Wilberforce püspök és Thomas Huxley 1860-as oxfordi evolúcióról szóló vitájukban is.

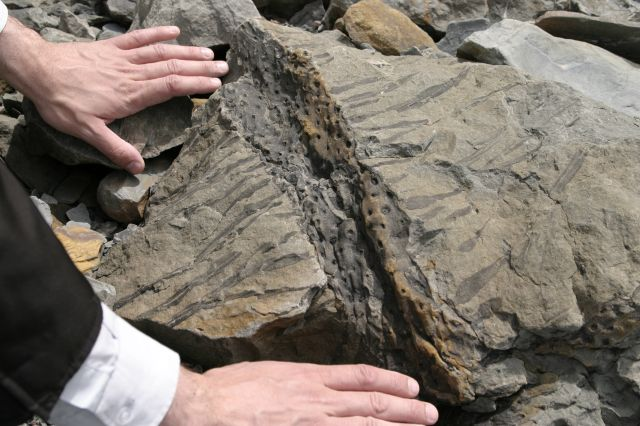
Egy megkövült gyökér lenyomata Jogginsban, a szirtek közelében

A jogginsi fosszilia rekord nagy részét Sir William Dawson (1820-1899) új-skóciai geológus fedezte fel, aki közeli személyes és munkakapcsolatban állt Sir Charles Lyell-lel. Dawson gyűjteményének nagy része ma a McGill University Redpath Museumában van.
1852-ben Lyell és Dawson  álló fában lévő megkövült négylábú (Tetrapoda) fosszíliákat találtak Coal Mine Pointnál. A további vizsgálatok eredményekében Dawson megtalálta a tudomány történetének egyik legfontosabb kövületét, a Hylonomus lyelli-t, mely máig a legkorábbi ismert hüllő az élet történetében, és így az első ismert magzatburkos (Amniota), mely csoport magába foglalja az összes vízen kívüli szaporodásra képes gerincest és így az összes hüllőt, a kihalt dinoszauruszokat, rokonaikat a madarakat és az emlősöket is. 2002-ben a Hylonomus lyelli-t Új-Skócia tartományi fosszíliájává nyilvánították.
Nyomfosszíliák is találhatóak a Joggins-szirteknél és a korpafüvek törzsébe tartozó fára hasonlító Pecsétfa (Sigillaria) eredeti helyzetében van megőrízve.
2007-ben Kanada javasolta egy 15 kilométeres partszakasz, mely tartalmazták a jogginsi fosszíliaszirteket, felvételét az UNESCO világörökségi listájára, természeti helyszínként. A világörökségi listára hivatalosan 2008. július 7-én került fel.

## Fordítás
- Ez a szócikk részben vagy egészben a  Joggins, Nova Scotia című angol Wikipédia-szócikk ezen változatának fordításán alapul.  Az eredeti cikk szerkesztőit annak laptörténete sorolja fel. Ez a jelzés csupán a megfogalmazás eredetét és a szerzői jogokat jelzi, nem szolgál a cikkben szereplő információk forrásmegjelöléseként.